# Liparetrus halei
Liparetrus halei är en skalbaggsart som beskrevs av Britton 1980. Liparetrus halei ingår i släktet Liparetrus och familjen Melolonthidae. Inga underarter finns listade i Catalogue of Life.